# Чайний трилисник

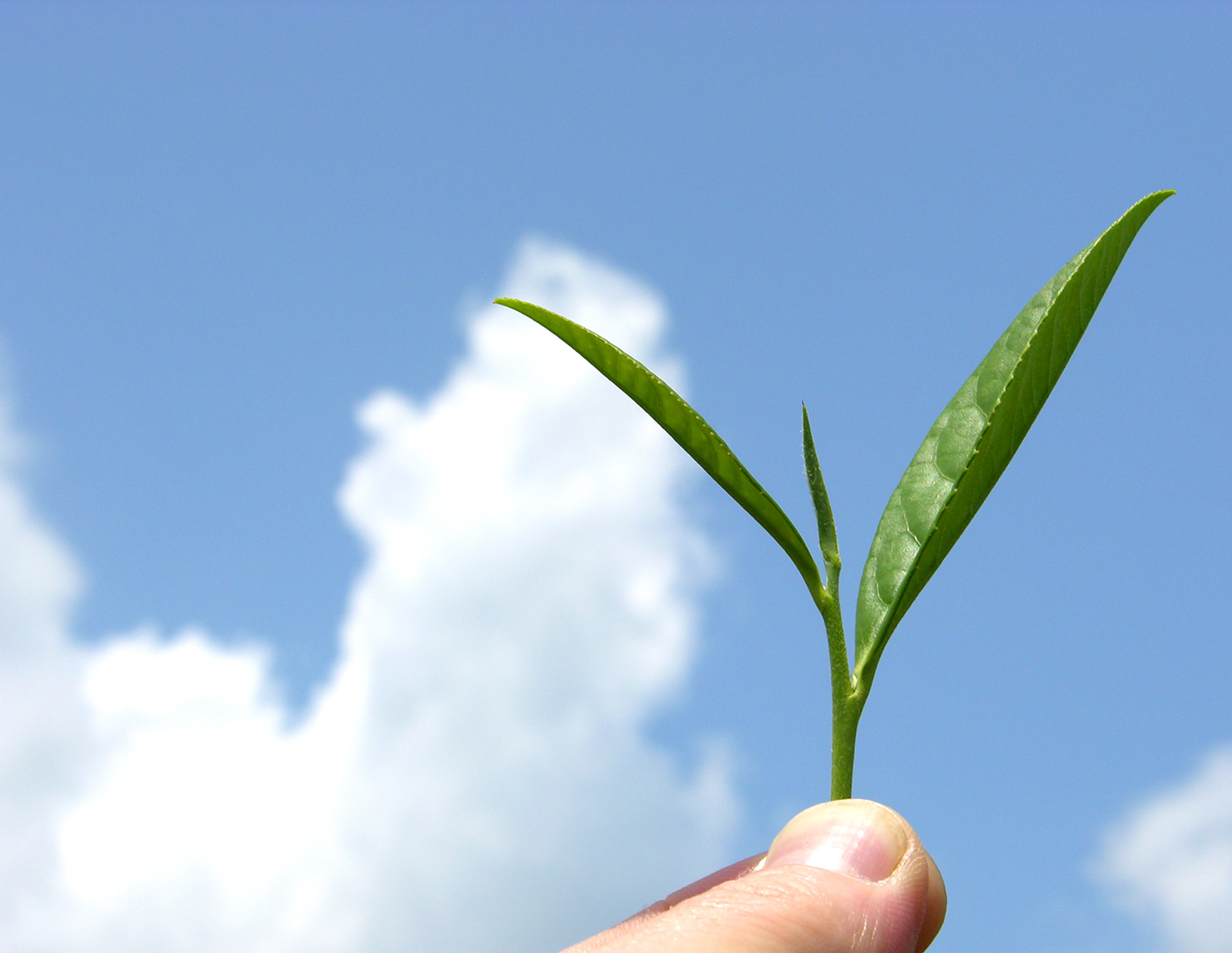
Чайний трилисник

Чайний трилисник — брунька чайного куща із двома сусідніми, наймолодшими листками. У чайній термінології трилисник називають «флаш» (англ. Flush, «давати пагони»). Завдяки популярній[джерело?] книзі «Чай, його історія…», прижилась також назва «флеш».
Ґатунок чаю, вироблений з трилисника, у європейській класифікації чаю називається пеко або оранж пеко. Оранж пеко вважається шаблонним, стандартним чаєм і вся чайна класифікація умовно поділяється на кращі, ніж оранж пеко, чаї, та гірші. До кращих належать тіпсові чаї, а до гірших — ламані, різані чаї, висівки, пил, цегельний чай, розчинний чай, та інші.
Трилисник збирається виключно руками.